# Ленінський район (Волгоградська область)
Ленінський район (рос. Ленинский район) — муніципальний район у Росії у складі Волгоградської області. Адміністративний центр - місто Ленінськ.

## Географія
Ленінський район розташований в південно-східній частині Волгоградської області на лівому березі річки Ахтуби, за 67 км від м Волгоград а. Межує з Астраханською областю, займає площу 4 тис. км². Більше третини території району займає Волго-Ахтубінська заплава. Велика частина району - це заволзький степ .

### Корисні копалини
Мінерально-сировинна база представлена Каспійському морськими глинистими відкладеннями, які можуть використовуватися як сировина для виробництва цегли, черепиці, керамзитового гравію.

## Населення
Населення - 30 271 осіб. Більшість росіяни (76%), але є значний відсоток татар (6,5%), казахів (6,3%).

## Економіка
У структурі валового виробництва на частку сільського господарства (зерно, овочі, тваринництво[джерело?]) припадає 46 % продукції, промисловості — 26 %.